# برایان واندبور
برایان واندبور (انگلیسی: Brian Vandborg؛ زادهٔ ۴ دسامبر ۱۹۸۱) دوچرخه‌سوار اهل دانمارک است.